# 藤原季家
藤原 季家（ふじわら の すえいえ）は、平安時代後期の貴族。藤原北家道綱流、刑部卿・藤原敦兼の四男。官位は正四位下・中務権大輔。藤原聖子（皇嘉門院）に仕える中級貴族として活動した。

## 経歴
藤原道綱の曾孫にあたる藤原敦兼の四男として誕生。
久安5年（1149年）以前に中務大輔に任ぜられる。仁平元年（1151年）11月、禁中にて左近衛中将・藤原実長と口論をしたために恐懼に処された。仁平2年（1152年）11月、近衛基実が藤原聖子（皇嘉門院）に「別当季家朝臣」を介して慶賀を申しており、皇嘉門院に別当として仕えていたことが分かっている。久寿2年（1155年）7月、近衛天皇の葬送が行われた際には、藤原光隆らと共に入棺、御輿長を務めた。保元2年（1157年）正四位下に叙せられる。
保元2年（1157年）10月、中務権大輔に平頼盛が任ぜられており、権大輔を辞任したと思われる。また、同月までは皇嘉門院の院司としての活動が史料に見えるが、同年11月を最後に季家についての記載はなく、『尊卑分脈』によれば出家したという。

## 系譜
- 父：藤原敦兼
- 母：藤原顕季の娘
- 妻：高階重子（高階敏行の娘） - 尚侍。
  - 男子：藤原敦保
- 妻：藤原季兼の娘
  - 男子：藤原盛能（?-1197）
- 生母不明の子女
  - 男子：藤原季保
  - 男子：玄仁
  - 男子：尊能